# Parlament de Vanuatu
El Parlament de Vanuatu (en bislama Palamen blong Vanuatu) és el cos legislatiu unicameral de la República de Vanuatu. Va ser establert pel capítol 4 de la Constitució de 1980, després de la independència de Vanuatu de França i el Regne Unit.
El funcionament del Parlament es deriva del sistema britànic de Westminster, i inclou el principi de supremacia parlamentària, dins dels límits de la Constitució. El president no pot vetar la legislació parlamentària, llevat que consideri que pot ser contrària a la Constitució, en aquest cas pot remetre-la al Tribunal Suprem, i vetar-la només si el Tribunal Suprem la declara contraria a la Constitució. El Parlament està format per cinquanta-dos membres, elegits directament pels ciutadans de circumscripcions plurinominals per a un mandat de quatre anys.
El Parlament elegeix el primer ministre d'entre els seus membres. Els diputats també són, juntament amb els presidents dels Consells Regionals, membres del col·legi electoral que elegeix el president, per un mandat de cinc anys.